# Little Ashes
Little Ashes is een Spaans-Britse dramafilm van regisseur Paul Morrison uit 2009. De film speelt zich af in het Spanje van de jaren 20 en '30. Drie creatieve jonge talenten ontmoeten elkaar op de universiteit op zoek naar geluk. Luis Buñuel kijkt hulpeloos toe hoe de vriendschap tussen Salvador Dalí en Federico García Lorca zich ontwikkelt tot een affaire.

## Rolverdeling
| Acteur           | Personage             |
| ---------------- | --------------------- |
| Robert Pattinson | Salvador Dalí         |
| Javier Beltran   | Federico García Lorca |
| Matthew McNulty  | Luis Buñuel           |
| Marina Gatell    | Magdalena             |
| Bruno Oro        | Paco                  |
| Esther Nubiola   | Adela                 |
| Marc Pujol       | Carlos                |
| Arly Jover       | Gala Dalí             |